# Mudpuppy
De mudpuppy (Necturus maculosus) is een salamander uit de familie olmachtigen (Proteidae). De soort werd voor het eerst wetenschappelijk beschreven door Constantine Samuel Rafinesque-Schmaltz in 1818. Oorspronkelijk werd de wetenschappelijke naam Sirena maculosa gebruikt.

## Uiterlijke kenmerken
De mudpuppy wordt ongeveer 20 tot maximaal 49 centimeter lang, heeft een bolrond lichaam, een platte staart en kieuwveren. De kleur is meestal blauwgrijs, grijsbruin tot roestbruin met onregelmatige, grote donkere vlekken op de rug. De juvenielen hebben een lichtgebandeerde donkere lengtestreep op de rug, en de salamander heeft vier tenen aan iedere poot.
Deze salamandersoort vertoont neotenie; de larven worden uiterlijk nooit volwassen, maar kunnen zich wel voortplanten. Het 'echte' larvestadium duurt bij deze soort 4 tot 6 jaar. Op het menu staan insecten, wormen, kreeftjes en vissen. De mudpuppy is volledig aquatisch, het dier komt nooit uit het water.

## Levenswijze
De gevlekte salamander behoudt net zoals de axolotl in het volwassen stadium het uiterlijk van de larve: een roeispaanachtige staart, afgeplatte kop, uitwendige kieuwen en kleine ogen en poten en een wat 'vissig' afgeplat lichaam. De kieuwen passen zich aan aan het watertype; dieren die in snelstromend water leven hebben smalle kieuwen want er komt meer water (zuurstof) langs en ze zijn beter gestroomlijnd; in stilstaand water moeten de dieren zuurstof 'verzamelen' en zijn de kieuwen groter, steken meer naar buiten en hebben meer vertakkingen.
Omdat de ogen zo klein zijn kan de salamander bijna niets zien en vertrouwt vooral op het reukvermogen om een prooi te vangen. Ook heeft deze soort een slijmlaag die veel dikker is dan die van veel vissen. Overdag wordt onder stenen en spleten geschuild in diepere wateren, 's nachts wordt gejaagd in de ondiepe delen. Van de mudpuppy is bekend dat het dier tot een diepte van 25 meter onder het wateroppervlak kan worden aangetroffen. De mudpuppy is erg zeldzaam en beschermd, maar wordt desondanks weleens in gevangenschap gehouden, meestal exemplaren die al in gevangenschap geboren zijn. In het wild wordt de salamander soms door vissers gevangen, als met levend aas wordt gevist.

## Verspreiding en habitat
De salamander komt voor in het oosten van de VS, in oostelijk Iowa, met name langs de Mississippi. Het is een nachtactieve soort die liefst in rivierarmen, sloten en vennen leeft en ook stromend water tolereert. Het is een echte modderbewoner die zich meestal in ondiep water ophoudt, of in aan het oppervlak liggende modderpoelen met diepere delen.